# Liste der Naturdenkmale in Nentershausen (Hessen)
Die Liste der Naturdenkmale in Nentershausen nennt die im Gebiet der Gemeinde Nentershausen im Landkreis Hersfeld-Rotenburg in Hessen gelegenen Naturdenkmale.

## Naturdenkmale
| Bild            | Bezeichnung                           | Ortsteil, Lage                               | Beschreibung | Art                      | Nr.     |
| --------------- | ------------------------------------- | -------------------------------------------- | --- | ------------------------ | ------- |
| BW              | Buche (Fagus sylvatica)               | Bauhaus 50° 59′ 5,5″ N, 9° 54′ 22,1″ O       | Eckhardtsbuche | Rotbuche                 | 3632600 |
| BW              | Eiche (Quercus)                       | Bauhaus 50° 59′ 48,4″ N, 9° 57′ 1,7″ O       | Eine Eiche | Eiche                    | 3632601 |
| Fotos hochladen | Linde (Tilia)                         | Dens 51° 1′ 26,7″ N, 9° 54′ 21,3″ O          | Die Linde steht in der Mitte des kreisförmig ummauerten Angers, zwischen zwei einander gegenüberliegenden Zugängen. Der Anger wird wegen seiner Bedeutung als ehemalige Gerichtsstätte aus geschichtlichen Gründen als Kulturdenkmal geschützt. | Linde                    | 3632602 |
| Fotos hochladen | Der Denser See                        | Dens 51° 1′ 25,2″ N, 9° 54′ 26,5″ O          | Stillgewässer, eine wassergefüllte Doline | Doline                   | 3632603 |
| BW              | Kalkmagerrasen und Weißberg           | Mönchhosbach 51° 1′ 56,9″ N, 9° 53′ 44,9″ O  | Kalkmagerrasen u. Weißberg | Kalkmagerrasen           | 3632605 |
| BW              | Linde (Tilia)                         | Nentershausen 51° 0′ 46,5″ N, 9° 56′ 2,8″ O  | Eine Linde | Linde                    | 3632606 |
| BW              | Eiche (Quercus)                       | Nentershausen 51° 0′ 42,2″ N, 9° 54′ 52,6″ O | Acht Eichen | Eiche                    | 3632607 |
| BW              | Linde (Tilia)                         | Süß 50° 59′ 18,5″ N, 9° 58′ 23,1″ O          | Eine Linde (Dorflinde) | Linde                    | 3632608 |
| Fotos hochladen | Rosskastanie (Aesculus hippocastanum) | Weißenhasel 51° 1′ 39″ N, 9° 56′ 10,4″ O     | Die Rosskastanie wächst auf dem Kirchberg, auf dem die Pfarrkirche des aufgegebenen Dorfes Oberhasel, auch Tannenbergisch Hasel genannt, stand                                                                                                  | Gewöhnliche Rosskastanie | 3632609 |
| BW              | Linde (Tilia)                         | Weißenhasel 51° 1′ 38,5″ N, 9° 56′ 8,3″ O    | Eine Linde | Linde                    | 3632610 |